# Mastacembelus albomaculatus
Mastacembelus albomaculatus és una espècie de peix pertanyent a la família dels mastacembèlids.

## Descripció
- Fa 22 cm de llargària màxima.
- Nombre de vèrtebres: 82.[2][3]

## Hàbitat
És un peix d'aigua dolça, demersal i de clima tropical (3°S-9°S) que viu en aigües costaneres i de fons rocallós.

## Distribució geogràfica
Es troba a Àfrica: és un endemisme del llac Tanganyika.

## Observacions
És inofensiu per als humans.